# Madagascar aux Jeux olympiques d'hiver de 2006
Cet article contient des informations sur la participation et les résultats du Madagascar aux Jeux olympiques d'hiver de 2006.
Madagascar est représenté par un athlète aux Jeux olympiques d'hiver de 2006 à Turin.

## Épreuves

### Ski alpin
- Mathieu Razanakolona